# Ash of Gods: Redemption
Ash of Gods: Redemption es un juego de rol táctico de fantasía oscura desarrollado por AurumDust. La jugabilidad aúna elementos de novela visual, juego de mazmorras y juego de cartas coleccionables. El juego está escrito por el autor ruso Sergey Malitsky.

## Jugabilidad
La historia está presentada en forma de novela visual, con un desarrollo no lineal de la trama, que se va definiendo a partir de las acciones que realiza el jugador y por sus elecciones en los diálogos. La narración está construida por una secuencia de dilemas morales donde cada una de las decisiones del jugador afectan significativamente en el desarrollo futuro de los acontecimientos. Uno de los aspectos clave del juego es el principio del "mal menor": el jugador debe constantemente elegir entre beneficios inmediatos que pueden llevar a eventos indeseados en el futuro y sacrificios que, en cambio, harán más sencillo completar alguno de los siguientes episodios. Debido a la influencia de los juegos de mazmorras, la historia puede continuar incluso después de la muerte del protagonista.
El combate está basado en turnos y se presenta en perspectiva isométrica. Las habilidades de batalla no solamente usan la energía de los personajes, sino también su salud. Además de eso, el jugador puede utilizar un mazo de cartas que simbolizan poderosos hechizos. La formación del mazo, emisión de las cartas en el transcurso de la batalla y su utilización son en muchos aspectos similares a los clásicos juegos de cartas coleccionables. De este modo, las cartas que recibe el jugador al principio de la batalla están definiendo su estrategia, mientras los personajes que tiene en el campo de batalla están definiendo sus tácticas.

## Argumento
En un mundo llamado Terminus, basado en la Europa Occidental de la Alta Edad Media en cuestión de tecnología y moral, El jugador toma el control de varios grupos de personajes, cada uno liderado por uno de los protagonistas. Hay tres de ellos en el juego: el capitán de la guardia real retirado Thorn Brenin, el curandero errante Hopper Rouley y el asesino profesional Lo Pheng. Estos héroes se encuentran a las puertas de los eventos que amenazan con desembocar en el fin de la civilización.

## Desarrollo
El desarrollo oficial de Ash of Gods: Redemption comenzó en 2016, pero según el CEO de AurumDust Nikolay Bondarenko (que previamente trabajó en compañías como Streko-Graphics, TvxGames y GameNet), el concepto de este juego como una construcción basada en una ramificación de elecciones morales fue creado por él varios años antes.
Esa idea estuvo en desarrollo por unos cuantos años pero, debido a ciertos factores (incluyendo desde la crisis financiera mundial a las propias dudas del autor), la implementación del proyecto se pospuso indefinidamente.
El 23 de mayo de 2017 AurumDust Studio lanzó una campaña de Kickstarter para Ash of Gods: Redemption, con un objetivo de 75.000 $. Capítulos de novelas de Sergey Malitsky, que fueron la base literaria del guion del juego, están publicadas en la web de AurumDust. El juego fue publicado el 23 de marzo de 2018.

## Banda sonora
La banda sonora de Ash of Gods: Redemption fue creada por los compositores Adam Skorupa (bandas sonoras de Max Payne 2, Painkiller, The Witcher y EVE Online), Krzysztof Wierzynkiewicz y Michał Cielecki.

## Recepción
El juego recibió valoraciones de mediocres a positivas de la crítica, con la mayoría jugadores elogiando el estilo artístico y la animación, aunque muchos encontraron problemas en el sistema de combate por su falta de profundidad estratégica. La narrativa y el sistema de elecciones y consecuencias gustaron a la mayoría, pero algunos jugadores encontraron incosistencias. "Ash of Gods oscila entre ser inmensamente disfrutable y sentir que se podría haber hecho mucho mejor" escribió Spencer Rutledge de HardcoreGamer.com.
Muchas críticas apuntan las numerosas similitudes de Ash of Gods con The Banner Saga, con Mick Fraser de GodIsAGeek.com llegando al punto de escribir "Ash of Gods es en gran medida como The Banner Saga. Y con “en gran medida”, quiero decir “prácticamente lo mismo que”.